# Mar de Sivash
El mar de Sivash (que en español significa «mar Podrido») (en ucraniano: Сиваш, Гниле Море; en ruso: Сиваш, Гнилое Море; en tártaro de Crimea: Sıvaş, Çürük Deñiz) es un conjunto de marismas y lagunas poco profundas localizadas en la costa occidental del mar de Azov y en la costa nordeste de Crimea, y costa sur del óblast de Jersón en Ucrania, separando la península de Crimea de la zona continental.

## Geografía
El mar de Sivash separa la península de Crimea del continente europeo y está separado del mar de Azov, al este, por la larga lengua arenosa de la flecha de Arabat; está unido al mar por el estrecho de Henichesk y, al oeste, el istmo de Perekop lo separa de la bahía de Karkinit del  mar Negro. Tiene unos 200 km de longitud y unos 35 km de ancho, y comprende una extensión de 2560 km².
Administrativamente, la ribera meridional pertenece a la República de Crimea (desde marzo de 2014) y la septentrional al óblast de Jersón. 
El mar de Sivash se caracteriza por su poca profundidad —la máxima es de 3 m y la media varía entre 50 cm y un 1 m—, lo que provoca un importante recalentamiento de sus aguas en verano y que es la causa de un fétido olor particular que le ha valido el nombre de mar Podrido. Este calentamiento, acompañado de una gran evaporación, hace que sus aguas sean extremadamente saladas. El fondo está recubierto de una capa de limo de 5 m de espesor. 
La zona de Sivash es un humedal de importancia internacional. Las costas son bajas y descienden poco a poco, pantanosas y saladas. En el verano, el nivel del agua del mar de Sivash decrece significativamente, poniendo de manifiesto estériles suelos de tipo solonéts llamados sivashes por los habitantes locales. Ucrania designó aquí dos humedales de importancia internacional, al amparo del Convenio de Ramsar:
- Sivash central: distritos de Novotroitsky y Djankoisky, 1000 km² (46°05′N 34°15′E / 46.083, 34.250)

- Sivash oriental: distritos de Djankolsky, Nyznegirsky, Sovetsky, Kírovsky, Léninsky y Geníchesky, 2200 km² (45°40′N 35°00′E / 45.667, 35.000)

## Historia
Durante la guerra civil rusa, el mar de Sivash fue cruzado por sorpresa por el Ejército rojo.

## Flora
El mar de Syvach puede aparecer de color rojo debido a la micro-alga Dunaliella salina, que es resistente a la sal.
La parte oriental del mar de Syvach contiene menos sal y es el hogar de cañas y otra vegetación propia de los humedales.
Las grandes islas en el mar de Syvach central están cubiertas principalmente por estepas consistentes en hierba de plumas, tulipanes, el ajenjo táurico (Artemisia taurica), Salvia y Festuca.
Las costas del mar de Syvach contienen una gran cantidad de vegetación resistente a la sal, incluyendo Salicornia, Tripolium, Plantago, lavanda de mar (Limonium Caspium) y Atriplex aucheri.

## Galería

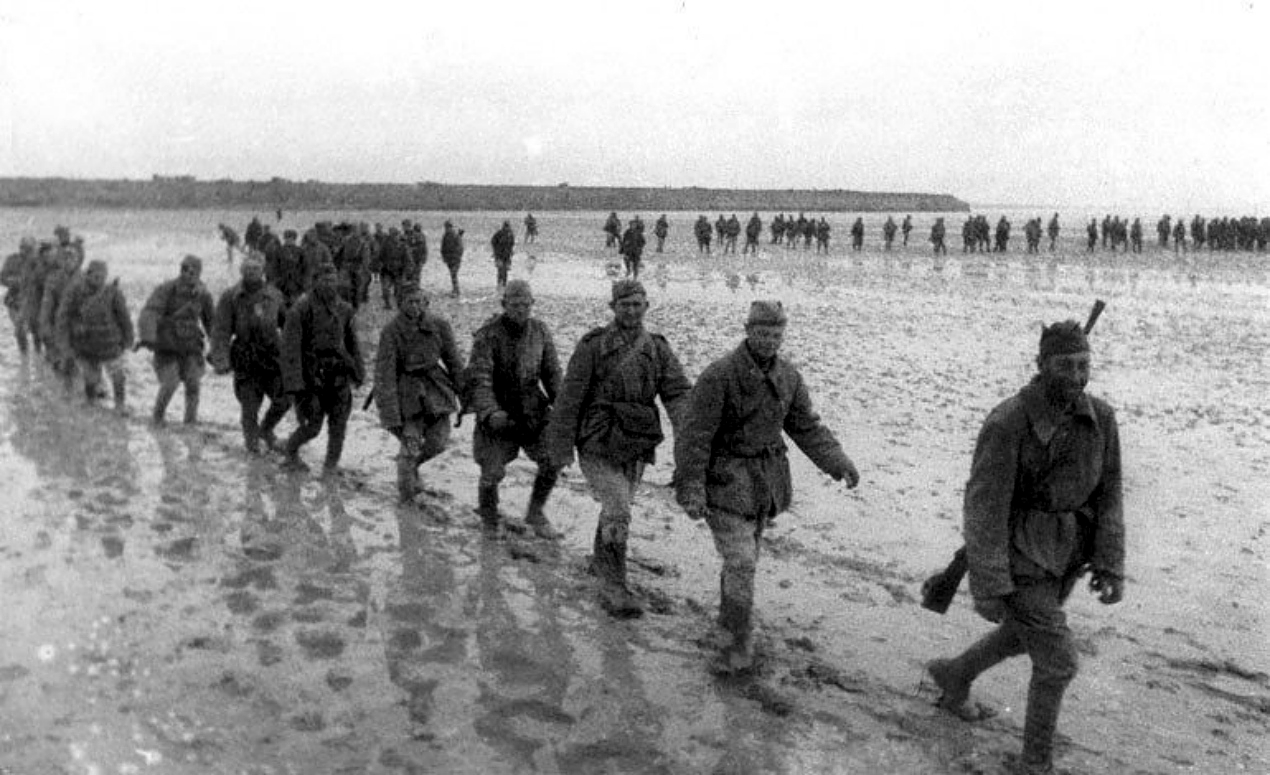
Soldados soviéticos cruzando el mar de Syvash en noviembre de 1943, durante la Segunda Guerra Mundial.
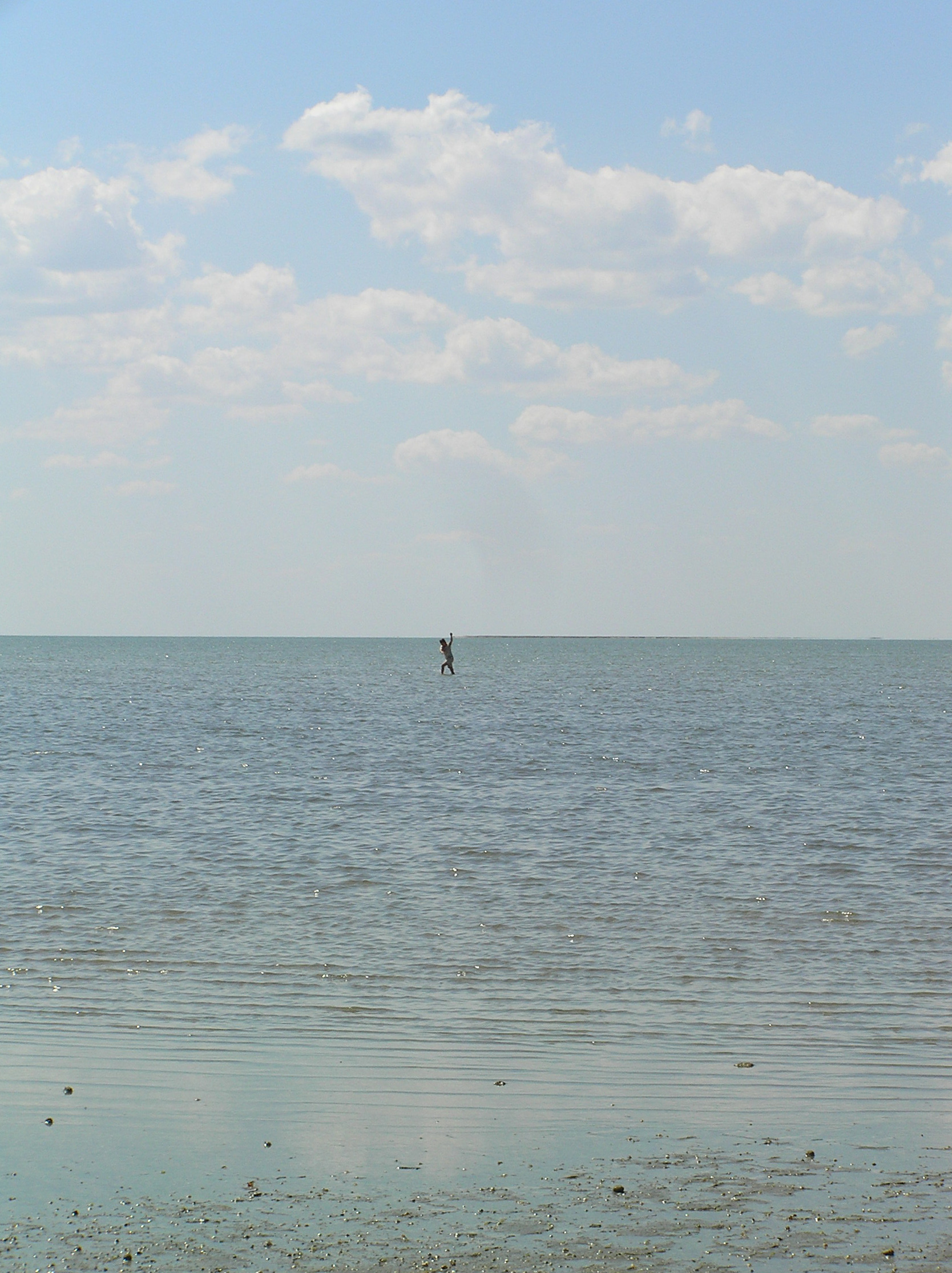
Hombre andando por el mar de Syvash debido a la poca profundidad de sus aguas.
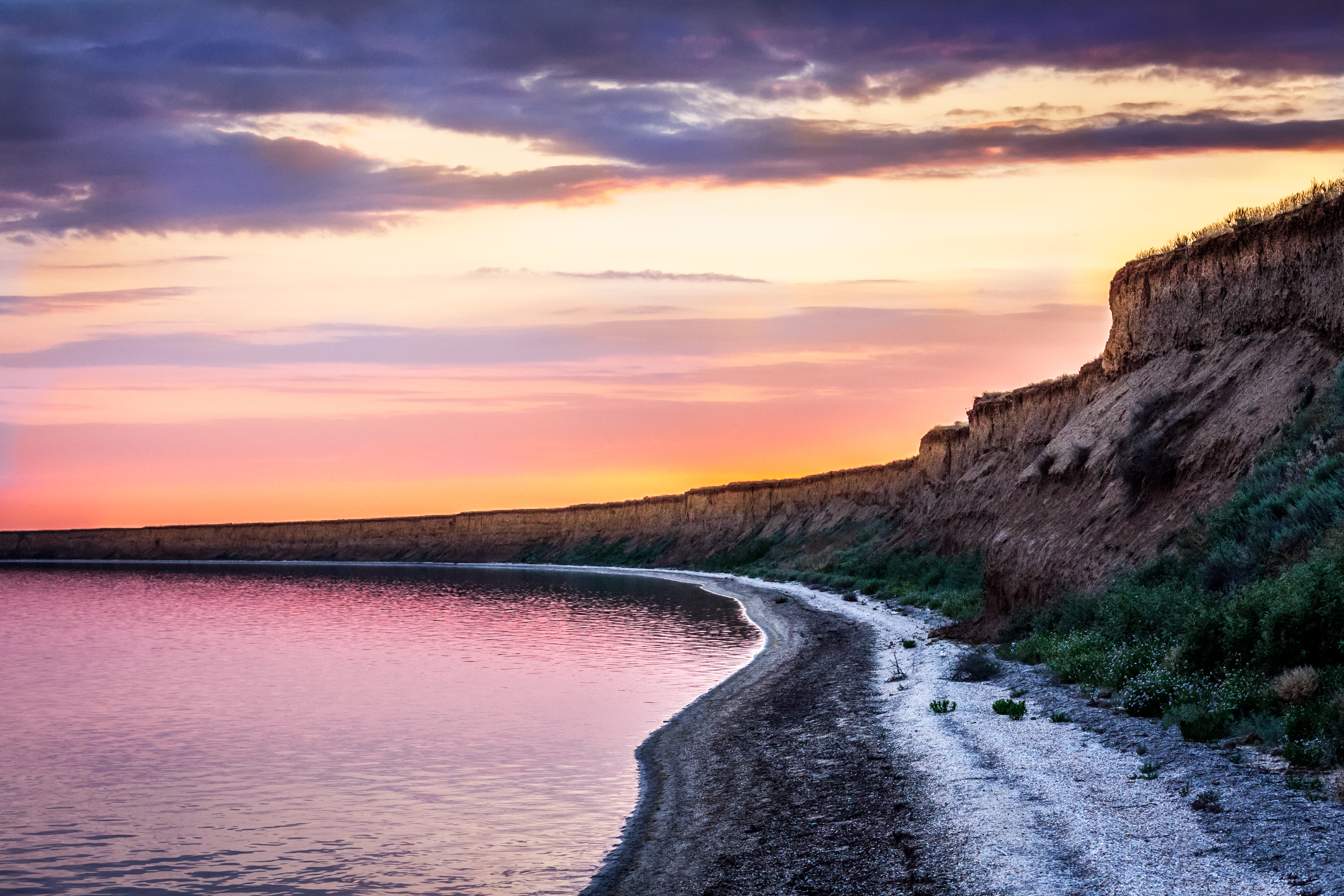
El mar de Syvach en colores rojizos debido a microalgas Dunaliella salina.
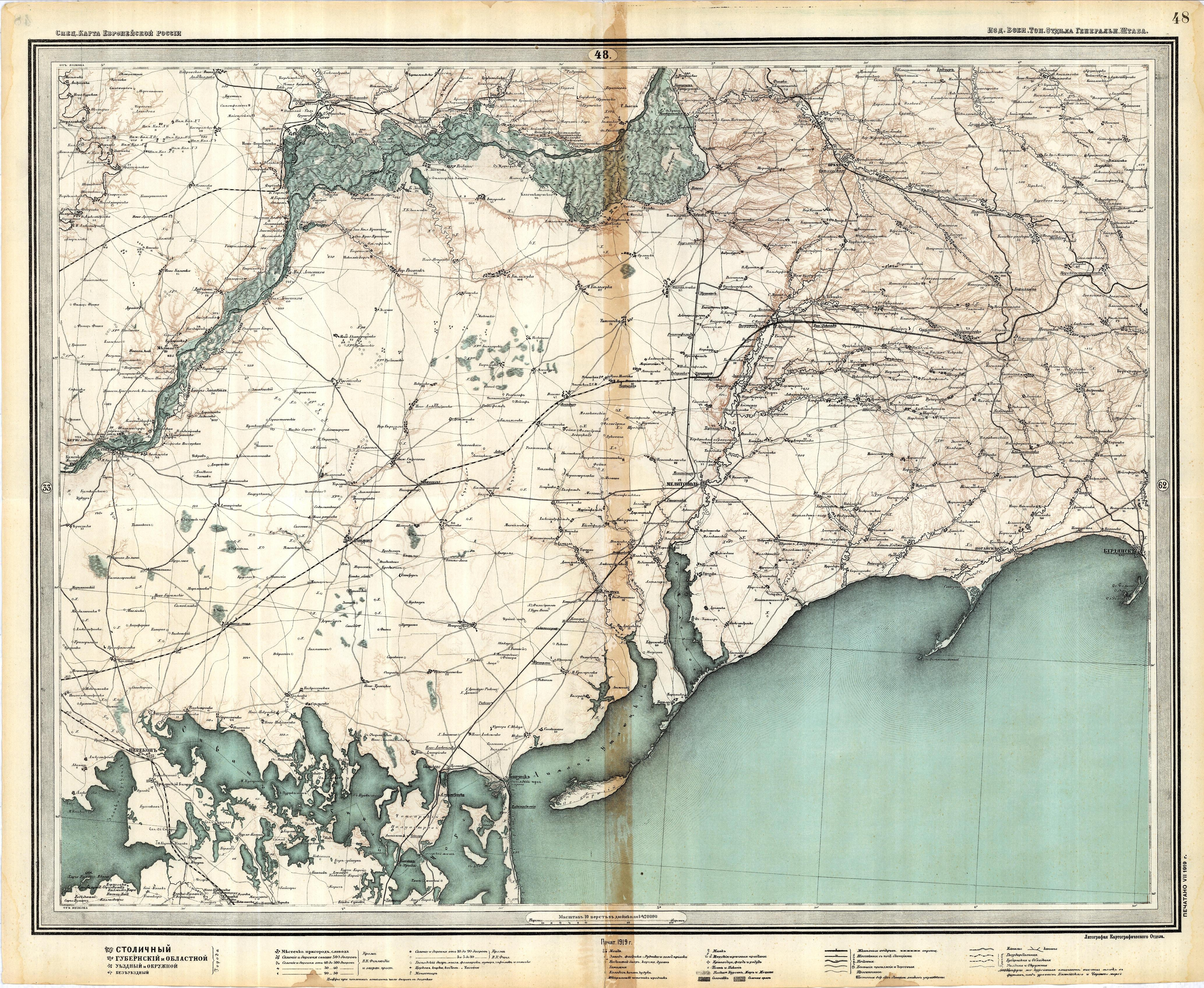
Mapa histórico de la región (1948).